# Heinrich (Tübingen)

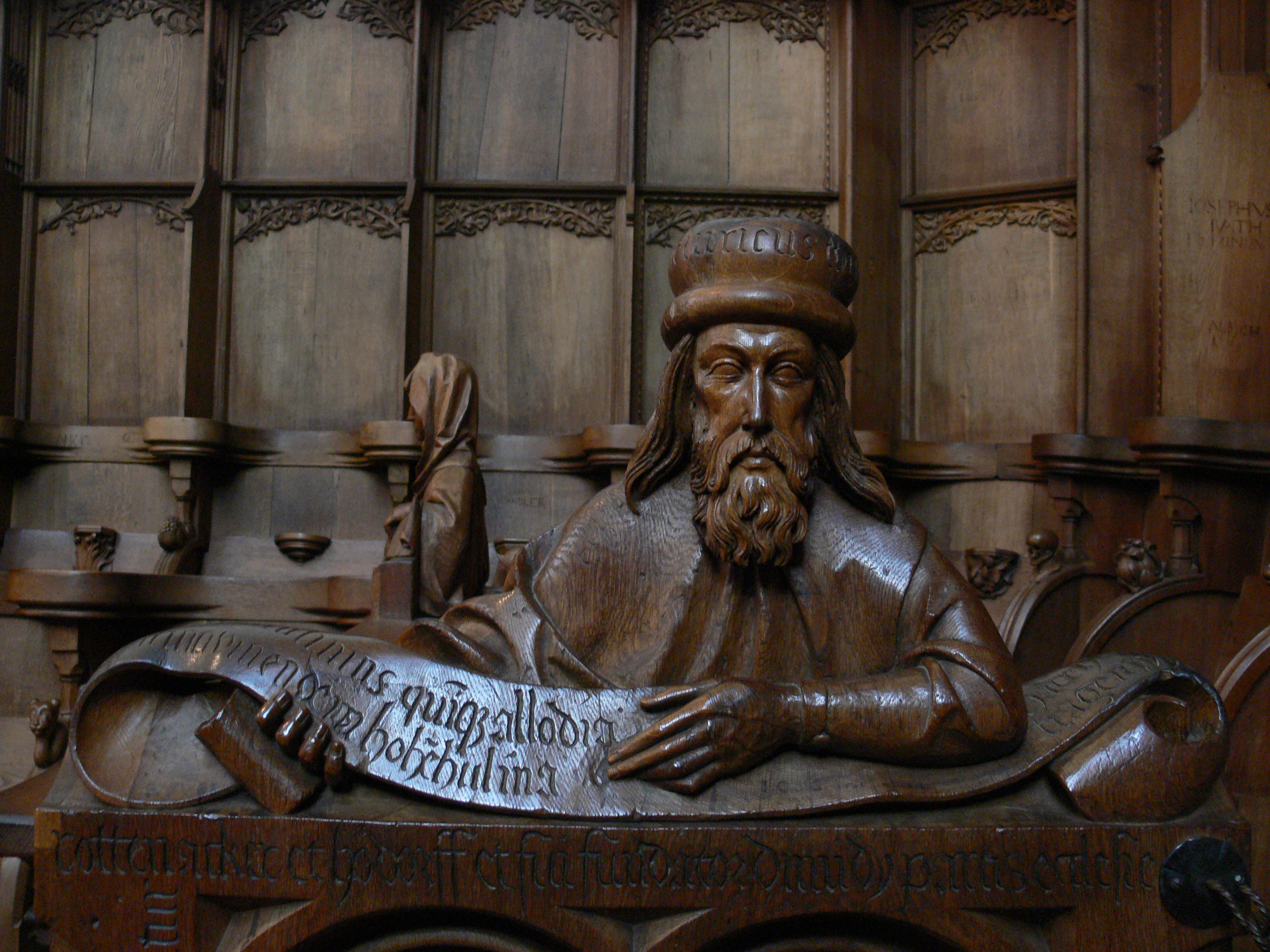
Stifterfigur des Grafen Heinrich von Tübingen im Chorgestühl des Klosters Blaubeuren

Graf Heinrich von Tübingen, Heinrich de Tvingen oder Henricus de Tvingen (um 1087; † 28. Februar 1103) gilt als der Sohn von Graf Anselm von Nagold und der Bertha und somit als ein Verwandter der späteren Pfalzgrafen von Tübingen. Graf Heinrich ist einer der Stifter des Klosters Blaubeuren.
In einem Schenkungsbuch des Klosters Reichenbach steht, dass am 22. Juli 1087 Bubo (von Iflingen) dem Kloster ein Gut in Gündringen an der Steinach schenkte. Als Zeuge traten hier nicht nur der Abt Wilhelm von Hirsau, der Calwer Graf Adalbert III., sondern auch ein Graf Heinrich «de Tvingen», in dessen Grafschaft das verschenkte Gut lag, sowie dessen Bruder Hugo auf. Ein Jahr später wurde weiterer Grundbesitz in Gündringen sowie im Nachbarort Schietingen unter Aufsicht des zuständigen Grafen Heinrich von Tübingen an das Kloster übertragen.
Er war verheiratet mit Adelheid von Enzberg († 11. März 1122), Gräfin von Tübingen, einer Tochter des Grafen Zeisolf im Kraichgau. Zusammen mit seiner Gemahlin kümmerte er sich darum, der Stiftung des Blaubeurener Klosters ihre Vollendung zu geben. Heinrich schenkte für sich unter anderem Berghülen, Hohenhülen, Tragenweiler und Winnenden, mit seinem Bruder Hugo Bremelau, 2 Bauernhöfe bei Asch und 2 bei Gerhausen. Der Adelheid wird insbesondere eine Schenkung Anselms von Rotenacker und Heudorf zugeschrieben. Sie überbot ihren Gemahl noch an frommen Eifer, für das Kloster zu sorgen: Um der Stiftung die Krone aufzusetzen, reiste sie nach Rom, legte das von ihrem Schwiegervater "von Grund auf gestiftete" Kloster den Wünschen ihres Gemahls und Schwagers gemäß auf den Altar des heiligen Petrus nieder, übergab es dem päpstlichen Stuhl als Eigentum, und bat um Bestätigung der Stiftung. Gerne gewährte der Heilige Vater die Bitte "seiner geliebten Tochter".